# Gewichtheffen op de Olympische Zomerspelen 2012 – Klasse tot 85 kilogram mannen
Het gewichtheffen in de klasse tot 85 kilogram voor mannen op de Olympische Zomerspelen 2012 vond plaats op 3 augustus 2012.

## Uitslag
| Rang   | Naam               | Land                | Groep | Gewicht | Trekken (kg) | Trekken (kg) | Trekken (kg) | Trekken (kg) | Stoten (kg) | Stoten (kg) | Stoten (kg) | Stoten (kg) | Totaal |
| Rang   | Naam               | Land                | Groep | Gewicht | 1            | 2            | 3            | Score        | 1           | 2           | 3           | Score       | Totaal |
| ------ | ------------------ | ------------------- | ----- | ------- | ------------ | ------------ | ------------ | ------------ | ----------- | ----------- | ----------- | ----------- | ------ |
| Goud   | Adrian Zieliński   | Polen               | A     | 84,62   | 170          | 174          | 176          | 174          | 206         | 206         | 211         | 211         | 385    |
| Zilver | Apti Aoechadov     | Rusland             | A     | 84,75   | 169          | 173          | 175          | 175          | 205         | 210         | 212         | 210         | 385    |
| Brons  | Kianoush Rostami   | Iran                | A     | 84,35   | 171          | 174          | 174          | 171          | 209         | 214         | 214         | 209         | 380    |
| 4      | Tarek Yehia        | Egypte              | A     | 84,70   | 160          | 165          | 167          | 165          | 205         | 210         | 216         | 210         | 375    |
| 5      | Ivan Markov        | Bulgarije           | A     | 84,71   | 168          | 172          | 172          | 172          | 203         | 209         | 209         | 203         | 375    |
| 6      | Ragab Abdelhay     | Egypte              | A     | 84,81   | 161          | 165          | 167          | 165          | 202         | 207         | 210         | 207         | 372    |
| 7      | Yoelmis Hernández  | Cuba                | A     | 82,28   | 158          | 158          | 163          | 163          | 205         | 210         | 210         | 205         | 368    |
| 8      | Mikalai Novikau    | Wit-Rusland         | B     | 84,71   | 163          | 167          | 170          | 167          | 192         | 196         | 200         | 196         | 363    |
| 9      | Rauli Tsirekidze   | Georgië             | B     | 84,49   | 162          | 167          | 167          | 162          | 195         | 200         | 202         | 200         | 362    |
| 10     | Kendrick Farris    | Verenigde Staten    | B     | 84,70   | 150          | 150          | 155          | 155          | 190         | 200         | 208         | 200         | 355    |
| 11     | Sherzodjon Yusupov | Oezbekistan         | B     | 84,72   | 150          | 155          | 159          | 155          | 180         | 195         | 195         | 195         | 350    |
| 12     | Pitaya Tibnoke     | Thailand            | B     | 84,47   | 152          | 156          | 156          | 152          | 193         | 196         | 202         | 196         | 348    |
| 13     | Safaa Rashed       | Irak                | B     | 83,01   | 145          | 150          | 156          | 150          | 195         | 195         | 200         | 195         | 345    |
| 14     | Richie Patterson   | Nieuw-Zeeland       | B     | 84,46   | 150          | 150          | 154          | 150          | 183         | 186         | 195         | 186         | 336    |
| 15     | Steven Kari        | Papoea-Nieuw-Guinea | B     | 84,74   | 135          | 140          | 145          | 140          | 175         | 180         | 185         | 180         | 320    |
| 16     | Nezir Sağır        | Turkije             | B     | 83,45   | 130          | 130          | 140          | 140          | 160         | 170         | 175         | 175         | 315    |
| —      | Mansoer Rejepov    | Turkmenistan        | B     | 84,57   | 160          | 165          | 168          | 160          | 188         | 188         | 190         | —           | —      |
| —      | Lu Yong            | China               | A     | 84,54   | 175          | 178          | 180          | 178          | 205         | 205         | 205         | —           | —      |
| —      | Sohrab Moradi      | Iran                | A     | 84,19   | 166          | 166          | 166          | —            | —           | —           | —           | —           | —      |
| —      | Gabriel Sîncrăian  | Roemenië            | A     | 84,07   | 167          | 167          | 167          | —            | —           | —           | —           | —           | —      |
| —      | Benjamin Hennequin | Frankrijk           | A     | 84,44   | 163          | 163          | 163          | —            | —           | —           | —           | —           | —      |
| —      | Ara Khachatryan    | Armenië             | B     | 84,74   | 165          | 165          | 165          | —            | —           | —           | —           | —           | —      |
| —      | Andrei Rybakou     | Wit-Rusland         | A     | 84,09   | 175          | 175          | 180          | —            | —           | —           | —           | —           | —      |